# Vilipendio
Si parla di vilipendio, nel diritto penale italiano, in riferimento ad alcuni reati che consistono in manifestazioni di disprezzo verbale rivolte a determinati soggetti (particolarmente le istituzioni dello Stato, ma anche le confessioni religiose o i defunti).
Il termine deriva dalla lingua latina vilipendĕre, composto da vilis, vile, e pendĕre, stimare: considerare vile, giudicare di poco valore.
Il reato di vilipendio nella legislazione italiana è strettamente connesso al concetto, analogo in altri ordinamenti, di lesa maestà.

## Disciplina normativa
I delitti di vilipendio politico erano già noti al Codice Zanardelli del 1889. Il Codice Rocco (1930) li mantenne come delitti contro la personalità dello Stato, entro il sistema penale dello Stato fascista. Con l'avvento della Repubblica e della nuova Costituzione, i delitti di vilipendio apparvero reati di mera opinione, contrari alla libertà di manifestazione del pensiero e, per giunta, a contenuto indeterminato: non è facile, infatti, stabilire quale e quanto grave debba essere l'offesa verbale alle istituzioni per ritenere commesso il reato.
Nonostante le pressioni di una dottrina giuridica generalmente abrogazionista, la Corte costituzionale rigettò la questione di legittimità dell'art. 290, chiarendo che il bene del prestigio delle istituzioni non solo meritava tutela, ma aveva rilievo costituzionale. In questo modo i reati di vilipendio trovavano la loro giustificazione anche nel nuovo regime democratico, in difesa delle istituzioni democratiche. Va però osservato che, pur essendovi occasionali denunce per vilipendio politico, sono rarissimi i processi in proposito.
Nel 2006, con la riforma dei reati di opinione, le sanzioni detentive già previste per i delitti di vilipendio riguardanti gli articoli 290, 291, 292, 299, 403 e 404 furono sostituite da pene pecuniarie, generalmente più lievi rispetto alle pene per la diffamazione. Con tale riforma i reati di vilipendio sono tornati in gran parte al modello del Codice Zanardelli.

## Tipologia
Si parla di vilipendio pure in riferimento ad alcuni delitti contro il sentimento religioso e la pietà dei defunti.
Le fattispecie individuabili nel codice penale italiano sono:
- Vilipendio del presidente della Repubblica (art. 278), che ha sostituito il precedente reato di "vilipendio alla persona del Re"
- Vilipendio della Repubblica, delle istituzioni costituzionali e delle forze armate (art. 290)
- Vilipendio alla nazione italiana (art. 291)
- Vilipendio alla bandiera italiana (art. 292)
- Vilipendio di bandiera o emblema di Stato estero (art. 299)
- Vilipendio della religione (art. 403-404)
- Vilipendio delle tombe (art. 408)
- Vilipendio di cadavere (art. 410).